# Okręty podwodne typu Arihant
Okręty podwodne typu Arihant – pierwsze rodzimej konstrukcji indyjskie okręty podwodne z napędem nuklearnym, przeznaczone do przenoszenia pocisków balistycznych (SLBM). Pierwszy z czterech zaplanowanych okrętów tego typu „Arihant” został zwodowany 26 lipca 2009 roku. 12 grudnia 2014 wypłynął z portu Visakhapatnam i przechodził testy morskie. 31 marca 2016 przeprowadzono test z odpaleniem pocisku K-4.
W sierpniu 2016 roku pierwsza jednostka, „Arihant” (S-73), została wprowadzona od służby.
W 2017 roku wszedł do służby drugi okręt tego typu „„Arighat”